# Genista tinctoria
Genista tinctoria es una especie del género Genista perteneciente a la familia de las fabáceas.

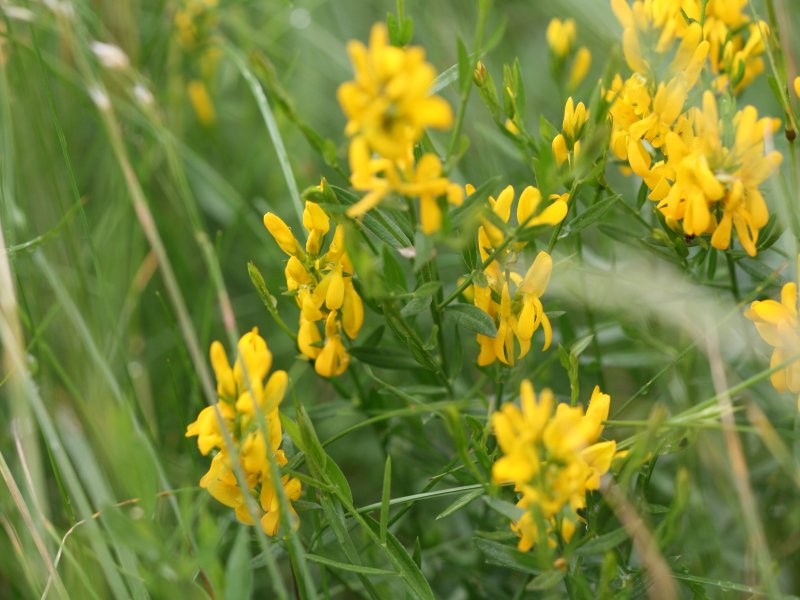

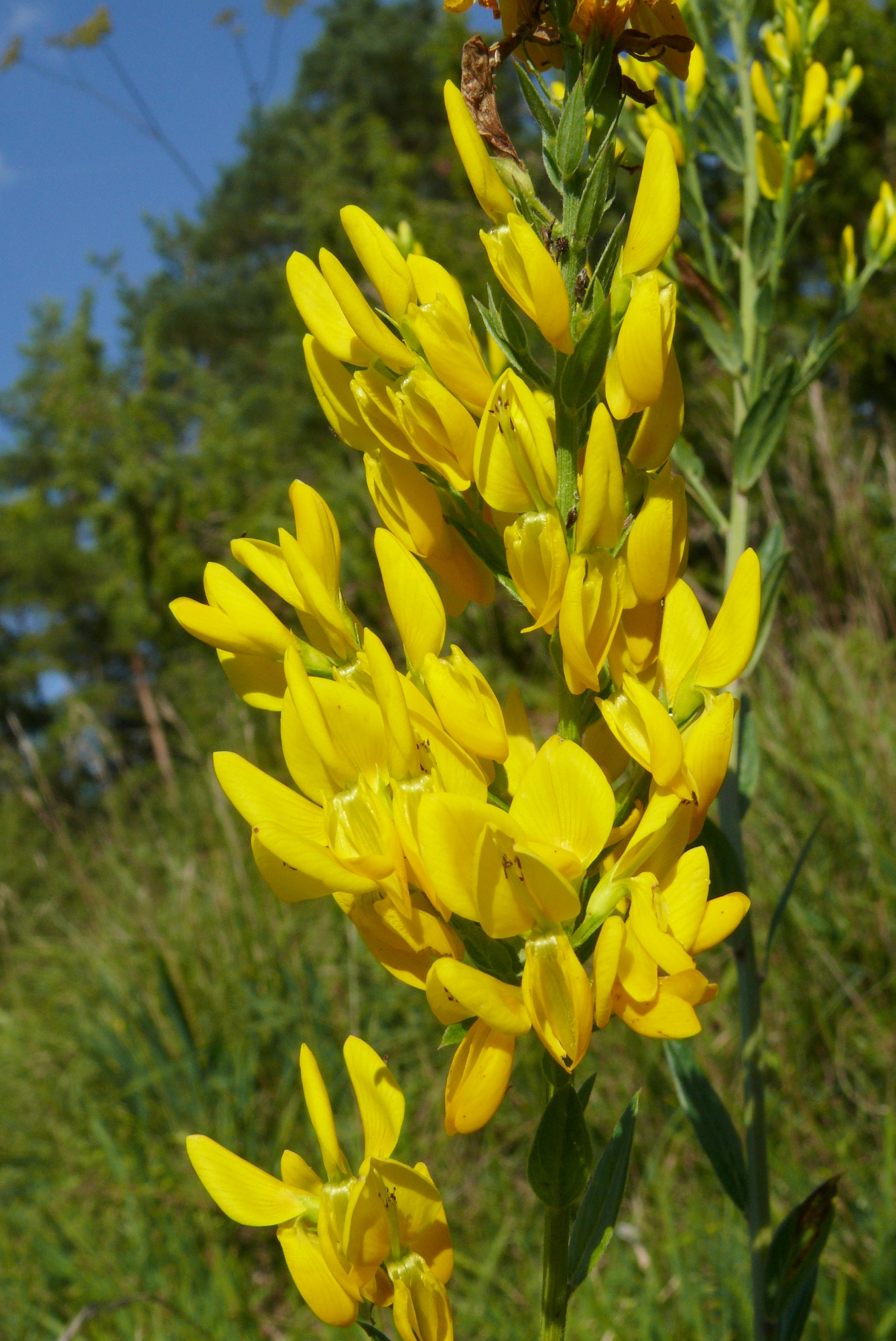

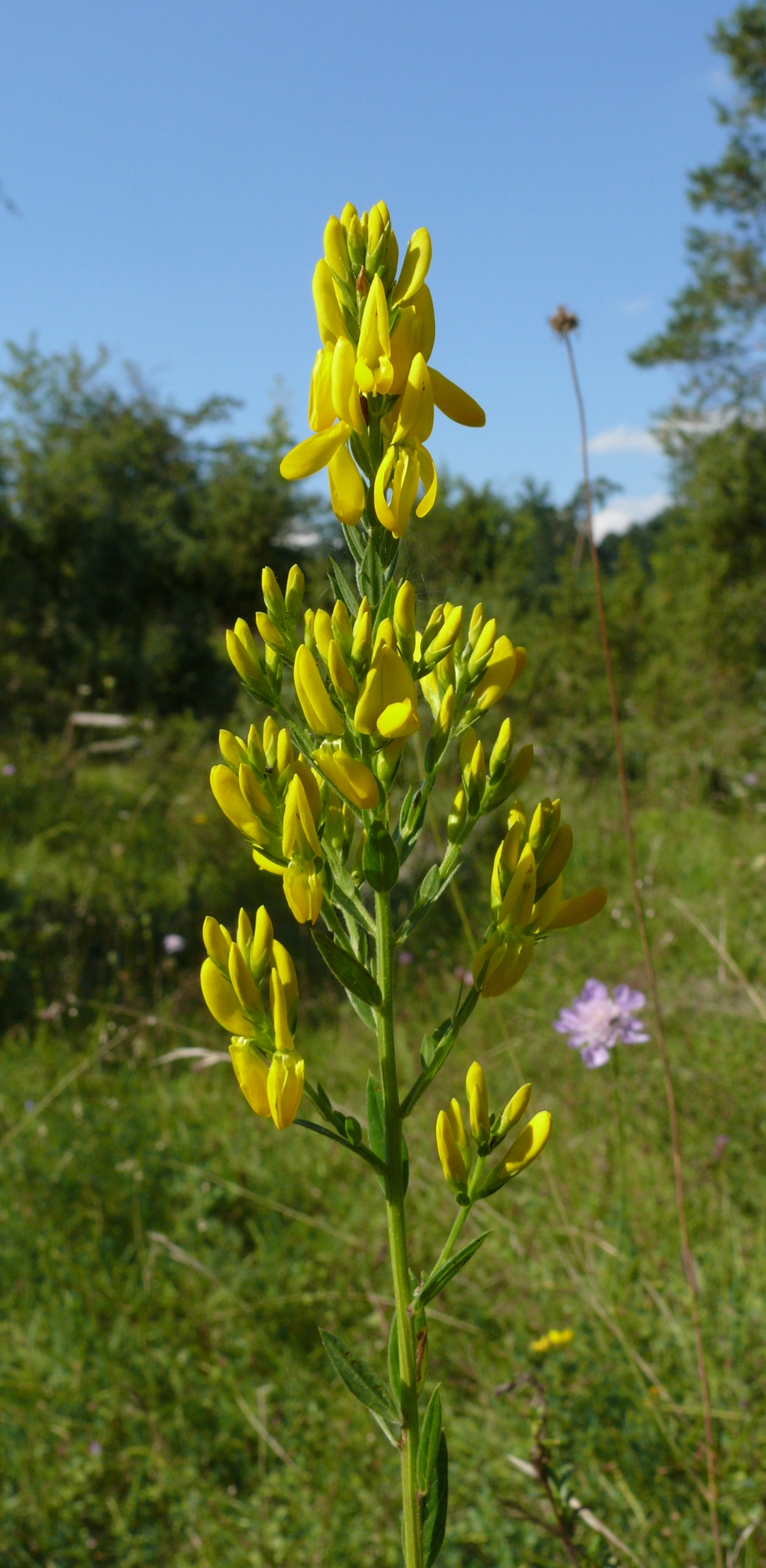

## Descripción
Es un arbusto perenne herbáceo que se encuentra en las tierras altas secas desde Maine hasta Massachusetts y en el este de Nueva York, así como en prados, pastos y bosques en Europa. Creciendo con una altura de 1-2 metros, los tallos son leñosos, poco peludos, y ramificados. Las hojas, casi sésiles son lanceoladas y glabras. Las flores de color amarillo-dorado crecen en panículas estrechas entre junio y agosto. El fruto es una vaina larga y brillante de color verde.

## Propiedades y usos
Fue a partir de esta planta de la que la isoflavona genisteína fue aislada por primera vez en 1899, y de ahí el nombre del compuesto químico. Las partes medicinales son las ramas de floración.
Es un laxante, estimulante diurético, vasoconstrictor. El té actúa como un purgante suave. Estimula el sistema nervioso central, su acción es comparable a la de la nicotina. También eleva la presión sanguínea por constricción de los vasos sanguíneos y por consiguiente no debe ser utilizado por personas con presión arterial alta. La tintura o el extracto puede ser utilizado externamente para el herpes.

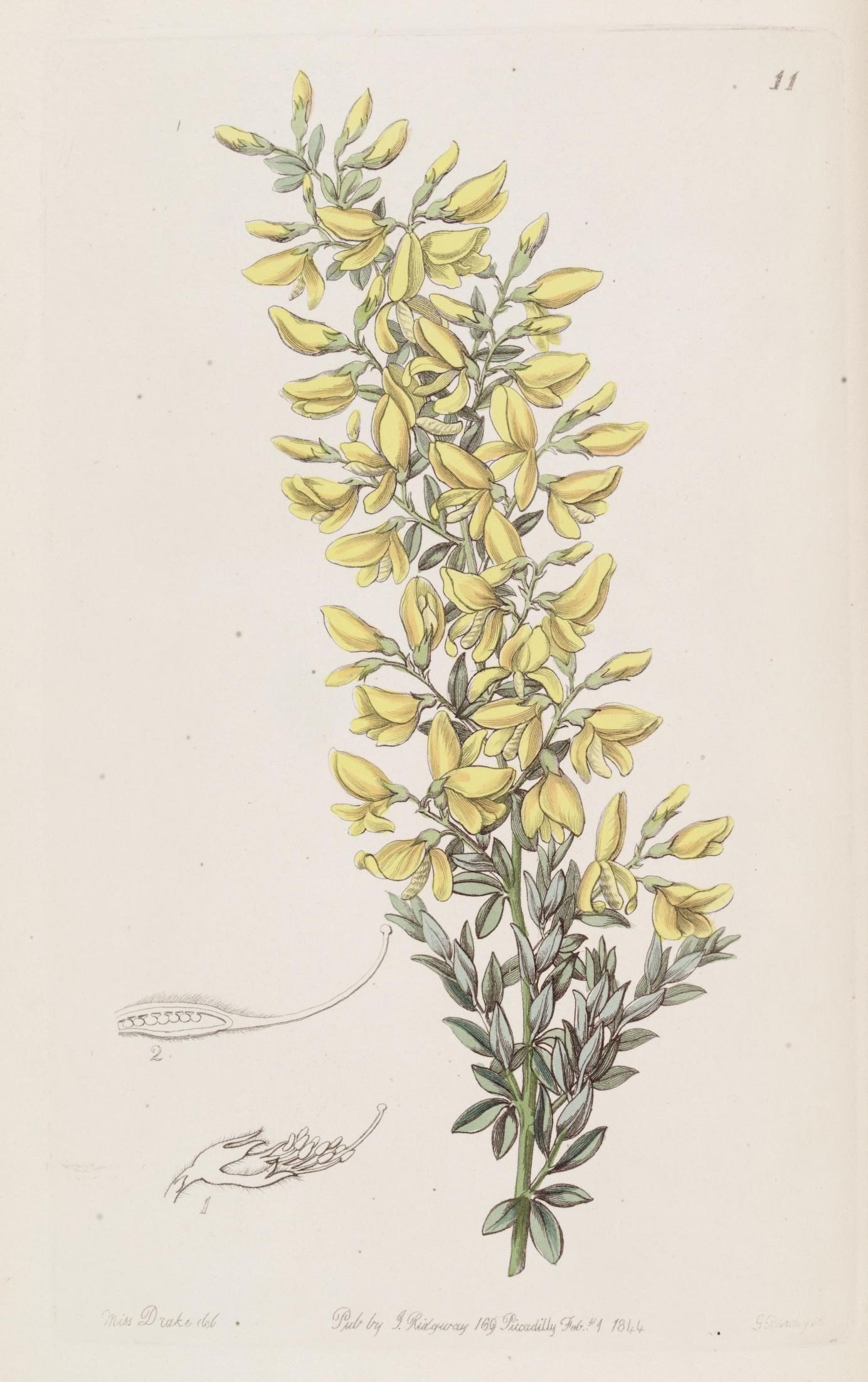
Ilustración de 1844

La planta, como sus nombres científicos y comunes sugieren, se ha utilizado desde la antigüedad para la producción de un colorante amarillo, que combinado con Isatis tinctoria también proporciona un color verde.

## Taxonomía
Genista tinctoria  fue descrita por Carlos Linneo y publicado en Species Plantarum 2: 710. 1753.
Etimología
Genista: nombre genérico que proviene del latín de la que los reyes y reinas Plantagenet de Inglaterra tomaron su nombre, planta Genesta o plante genest, en alusión a una historia que, cuando Guillermo el Conquistador se embarcó rumbo a Inglaterra, arrancó una planta que se mantenía firme, tenazmente, a una roca y la metió en su casco como símbolo de que él también sería tenaz en su arriesgada tarea. La planta fue la  llamada planta genista en latín. Esta es una buena historia, pero por desgracia Guillermo el Conquistador llegó mucho antes de los Plantagenet y en realidad fue Godofredo de Anjou que fue apodado el Plantagenet, porque llevaba un ramito de flores amarillas de retama en su casco como una insignia (genêt es el nombre francés del arbusto de retama), y fue su hijo, Enrique II, el que se convirtió en el primer rey Plantagenet. Otras explicaciones históricas son que Geoffrey plantó este arbusto como una cubierta de caza o que él la usaba para azotarse a sí mismo. No fue hasta que Ricardo de York, el padre de los dos reyes Eduardo IV y Ricardo III, cuando los miembros de esta familia adoptaron el nombre de Plantagenet, y luego se aplicó retroactivamente a los descendientes de Godofredo I de Anjou como el nombre dinástico.
tinctoria: epíteto latino que significa "tintorera".
Citología
Números cromosomáticos de Genista tinctoria (Fam. Leguminosae) y táxones infraespecificos = Genista tinctoria L.: n=24; 2n=48.
Genista tinctoria var. elata L.: n=48; 2n=96.
Sinonimia
| - Cytisus tinctoria (L.) Vis. - Genista alpestris Bertol. - Genista anxantica Ten. - Genista borysthenica Kotov - Genista campestris Janka - Genista donetzica Kotov, - Genista elata (Moench) Wender. - Genista elatior Koch - Genista humilis Ten. - Genista hungarica A.Kern. - Genista lasiocarpa Spach - Genista mantica Pollini - Genista marginata Besser - Genista mayeri Janka - Genista oligosperma (Andrae) Simonk. - Genista ovata Waldst. & Kit. - Genista patula M.Bieb. - Genista perreymondii Loisel. - Genista ptilophylla Spach - Genista pubescens O.Lang - Genista rupestris Schur - Genista sibirica L. - Genista tanaitica P.A.Smirn. - Genista tenuifolia Loisel. - Genista virgata Willd. - Genistoides elata Moench - Genistoides tinctoria (L.) Moench |

## Nombres comunes
- Castellano: hiniesta, hiniesta de tintes, retama de tinte, retama de tintoreros (Castilla y Aragón).[9]

## Galería

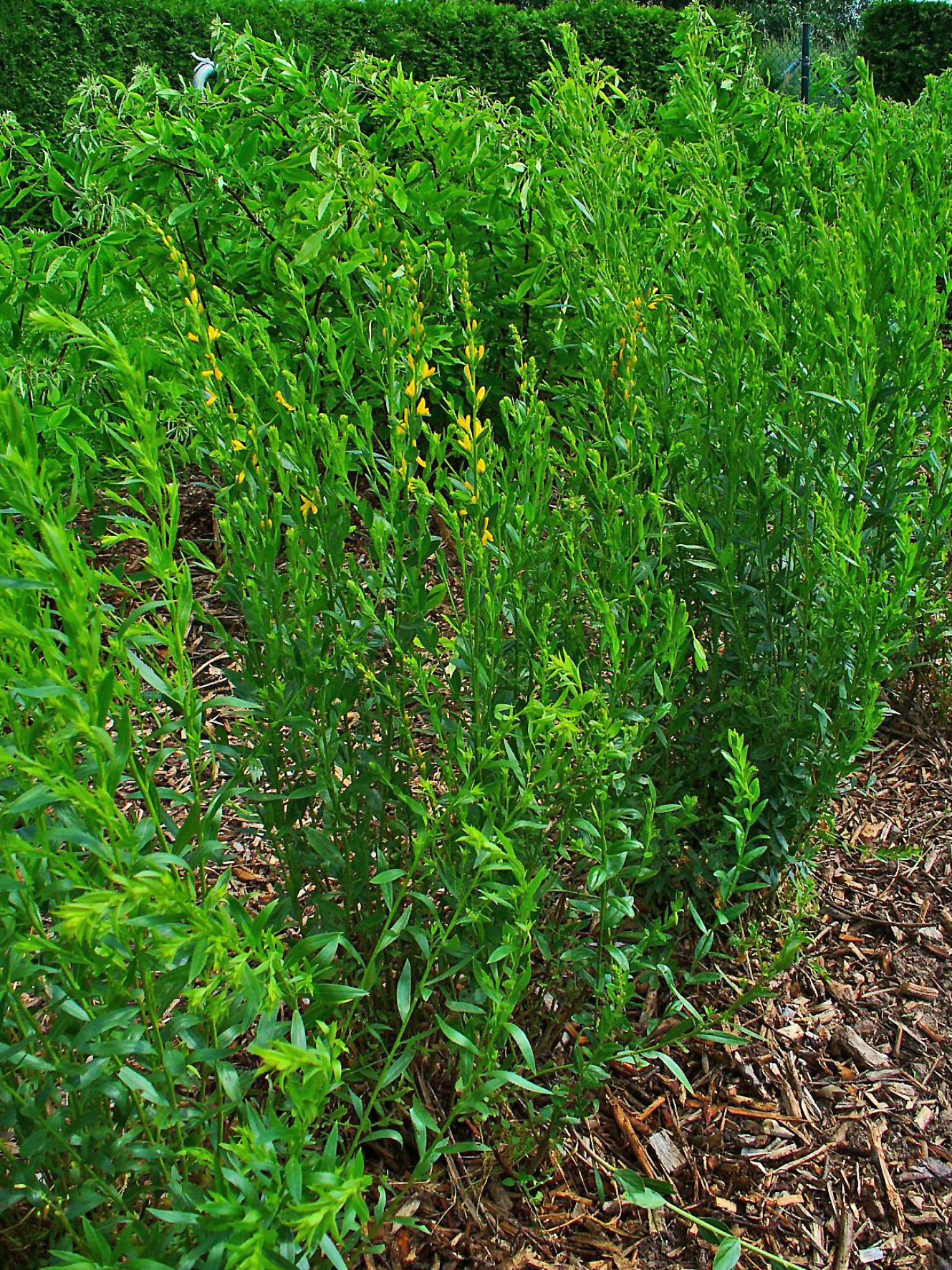
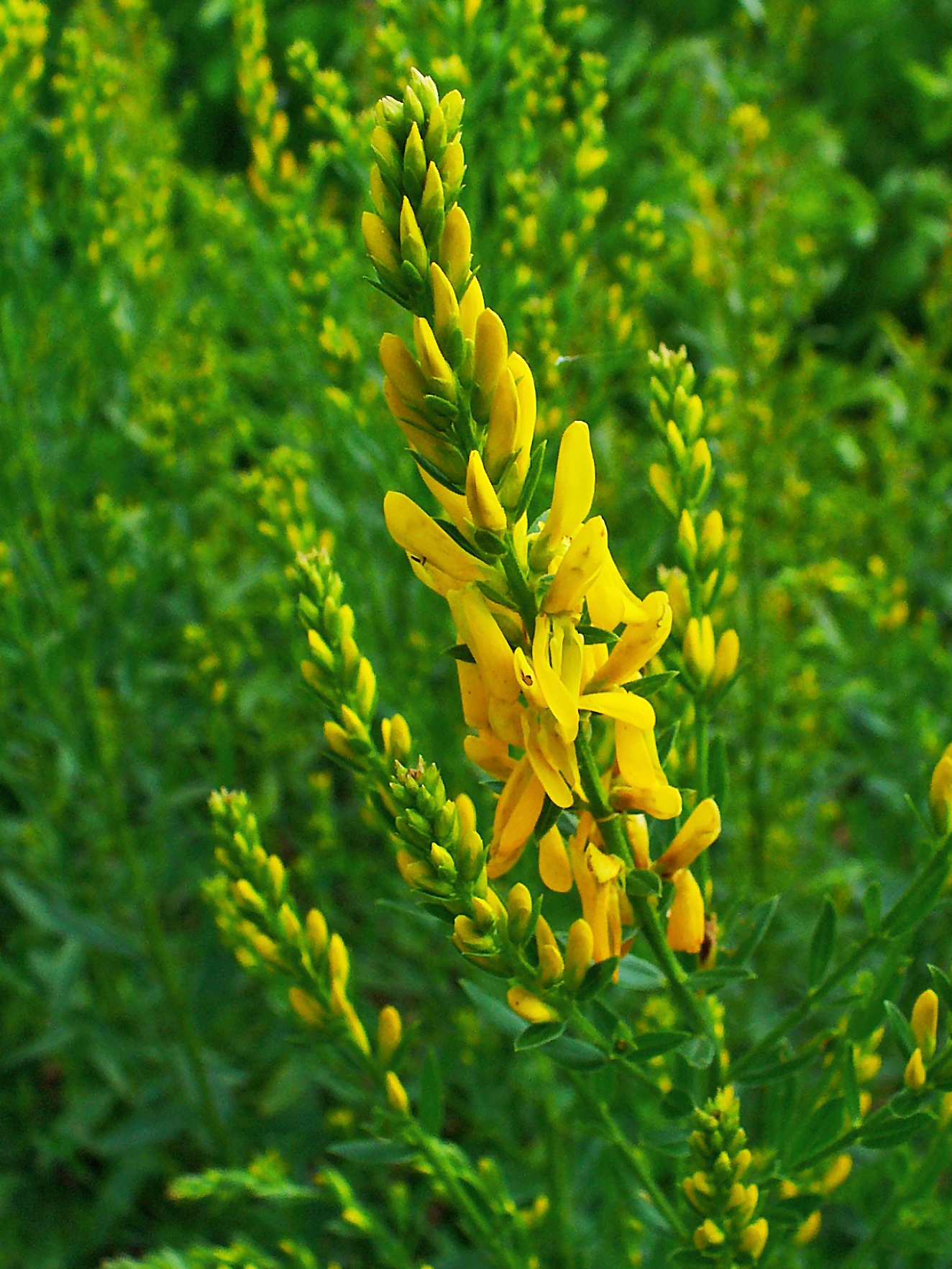
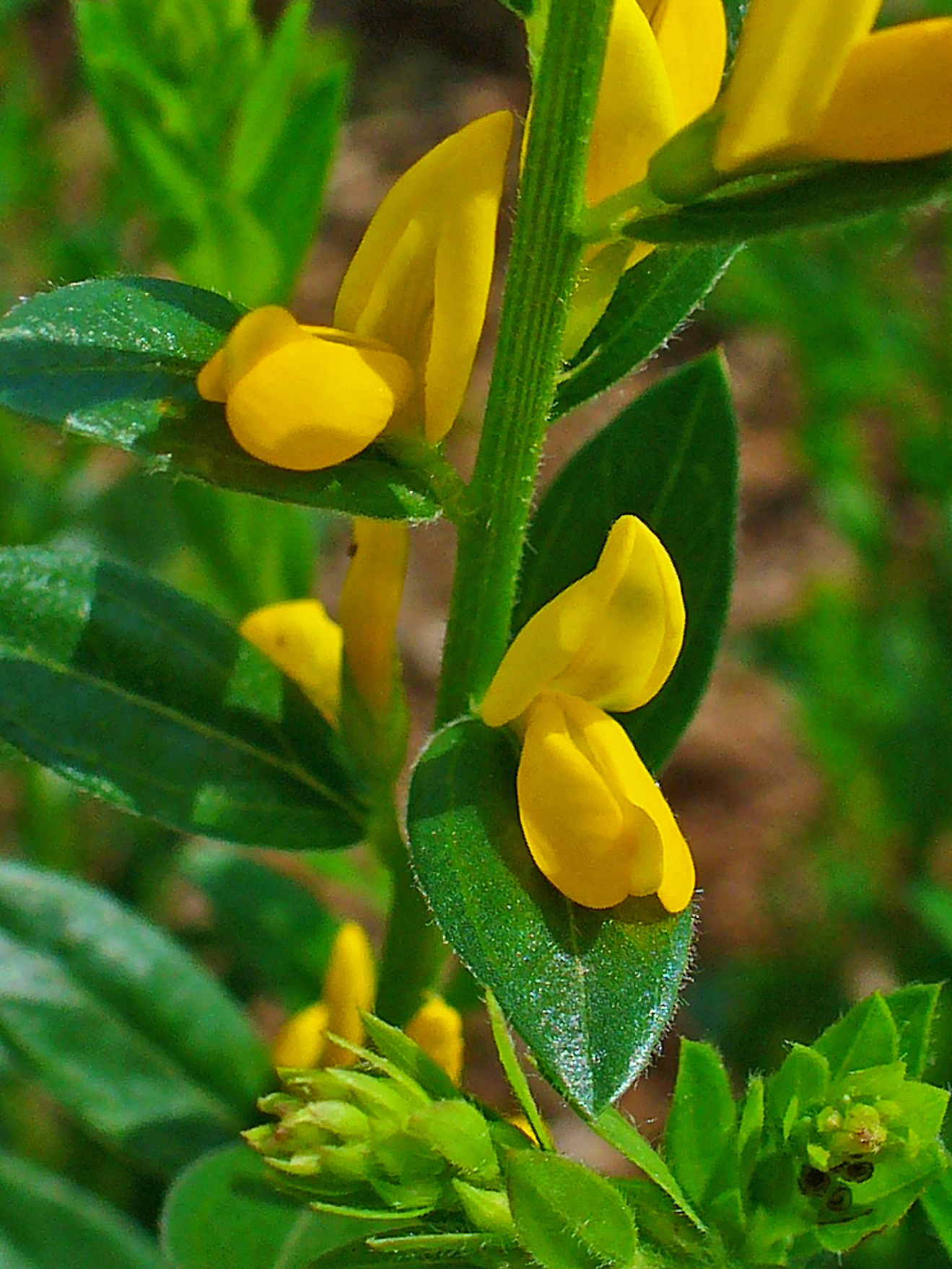
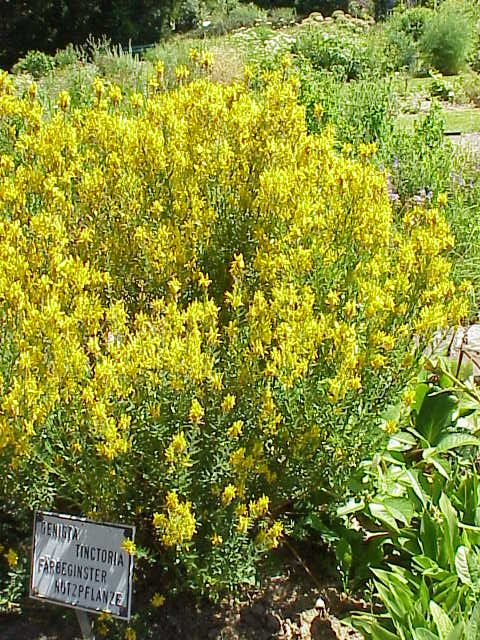
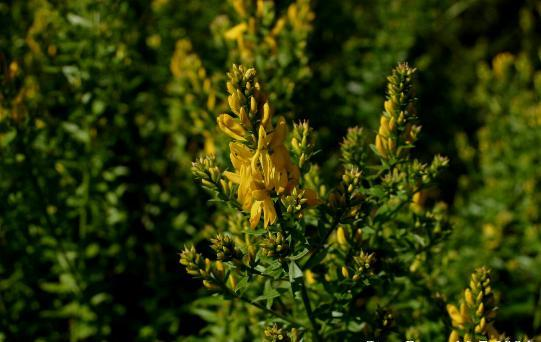
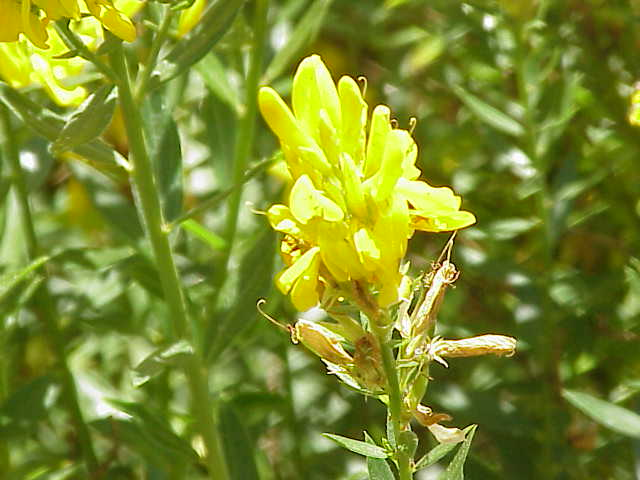
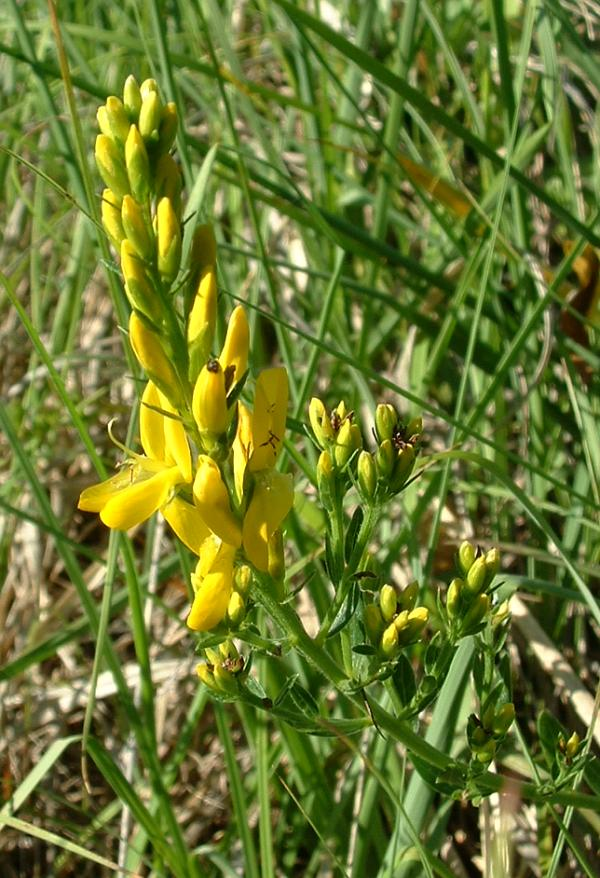
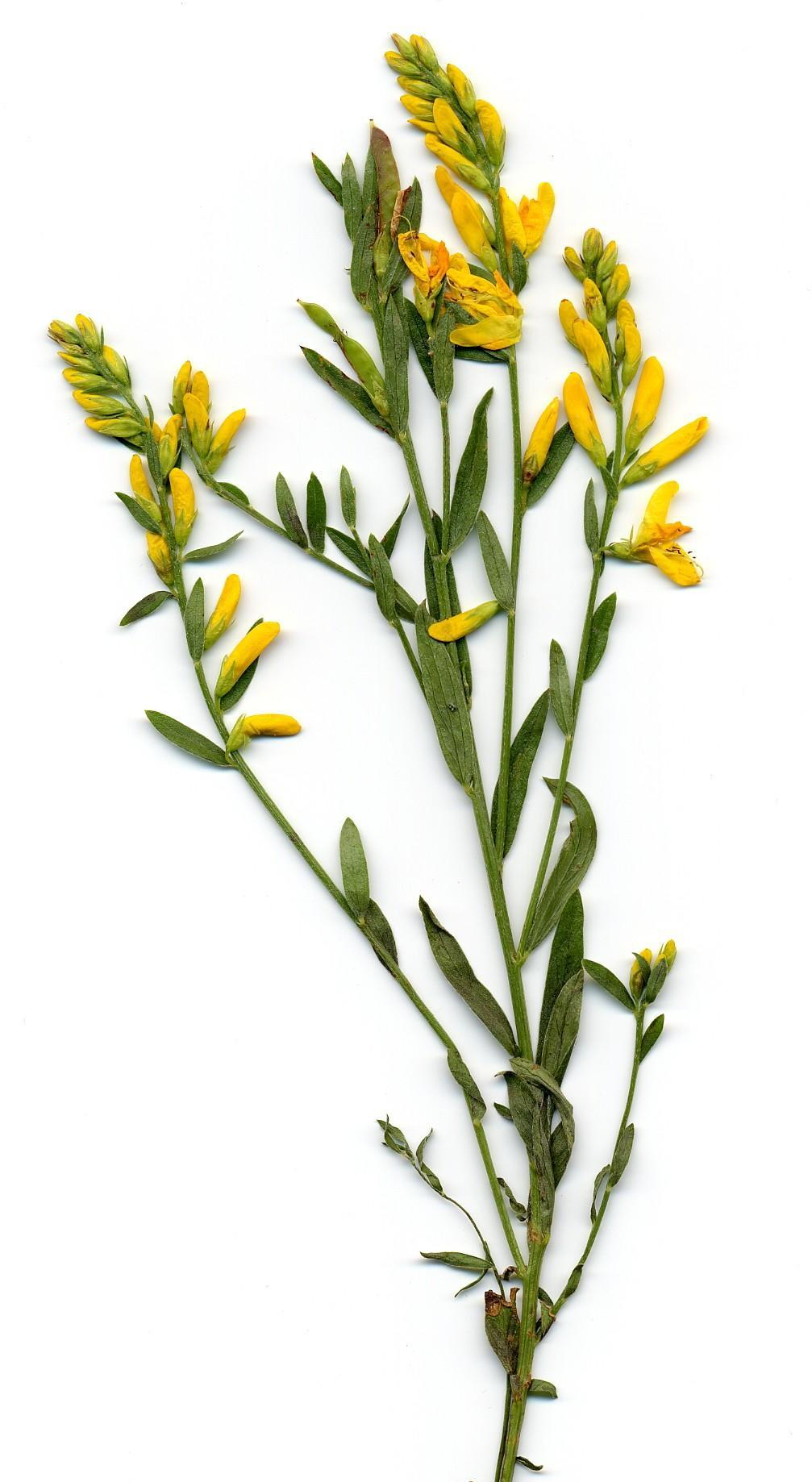